# سوزان هاکفیلد
سوزان هاکفیلد (به انگلیسی: Susan Hockfield) استاد مؤسسه فناوری ماساچوست و رئیس سابق آن دانشگاه بود. وی تا سال ۲۰۱۲ این سمت را عهده‌دار بود. پس از او، رافائل ریف این سمت را برعهده گرفت.